# Élections du Conseil législatif de Ceylan de 1921
Les élections du Conseil Législatif de Ceylan de 1921 ont eu lieu au Ceylan britannique, en avril 1921

## Contexte historique
Le Conseil législatif de Ceylan a existé de 1833 à 1931. Il a été créé par la Commission Colebrooke-Cameron, avant d'être retiré par la Constitution Donoughmore. Entre 1833 à 1910, les membres du Conseil législatif étaient tous nommé par le gouverneur du Ceylan britannique. 
En 1910, les réformes McCallum, du gouverneur Henry McCallum,  permettent la mise en place des premières élections du Ceylan britannique. 
En 1911, les élections du Conseil législatif mettent en dispute 2 postes du Conseil législatif.
En 1920, les premières réformes Manning, du gouverneur William Manning, augmentent le nombre de conseillers législatifs de 21 à 37.

## Système électoral
En 1920, le nombre de membres du Conseil législatif est passé de 21 à 37 personnes :
- 14 membres officiels travaillant dans le corps exécutif de Ceylan.
- 23 membres venait du peuple, et avait le statut non-officiel.

Parmi les 23 membres non-officiels, 19 personnes sont élues (11 sur base de découpage territorial, 5 européens, 2 Burgher, et 1 représentant la Chambre de commerce), et 4 personnes sont nommées par le gouverneur (2 cingalais Kandyan, 1 musulman, 1 tamoul indien).

## Élections
| Type de siège       | Détails du siège                            | Conseiller législatif élu | Détails                  | Réfs. |
| ------------------- | ------------------------------------------- | ------------------------- | ------------------------ | ----- |
| Territorial         | Province du Centre                          | A. C. G. Wijekoon         |                          | [ 2 ] |
| Territorial         | Province de l'Est                           | E. R. Tambimuthu          | Élection sans opposition | [ 3 ] |
| Territorial         | Province du Nord                            | Waithilingam Duraiswamy   |                          | [ 2 ] |
| Territorial         | Province du Centre-Nord                     | E. R. Krishnaratne        |                          | [ 2 ] |
| Territorial         | Province du Nord-Ouest                      | Charles Edgar Corea       |                          | [ 2 ] |
| Territorial         | Province de Sabaragamuwa                    | W. E. Boteju              | Élection sans opposition | [ 4 ] |
| Territorial         | Province du Sud                             | O. C. Tillekeratne        |                          | [ 2 ] |
| Territorial         | Province d'Uva                              | D. H. Kotalawala          |                          | [ 2 ] |
| Territorial         | Province de l'Ouest Colombo                 | James Peiris              |                          | [ 2 ] |
| Territorial         | Province de l'Ouest Division A              | W. M. Rajapaksa           |                          | [ 2 ] |
| Territorial         | Province de l'Ouest Division B              | E. W. Perera              |                          | [ 2 ] |
| Chambre de commerce | Entreprise Low-Country Products Association | Henry de Mel              | Élection sans opposition | [ 2 ] |
| Européen            |                                             |                           |                          |       |
| Européen            |                                             |                           |                          |       |
| Européen            |                                             |                           |                          |       |
| Européen            |                                             |                           |                          |       |
| Européen            |                                             |                           |                          |       |
| Burgher             |                                             |                           |                          |       |
| Burgher             |                                             |                           |                          |       |